# アナ・ラジェン
アナ・ラジェン（セルビア語:Ана Рађен / Ana Rađen、1983年3月11日 - ）、旧姓:アナ・コキッチ（Ана Кокић / Ana Kokić）は、セルビア・ベオグラード出身のポップ・フォーク歌手である。
ユーゴスラビア社会主義連邦共和国・セルビア社会主義共和国の首都ベオグラード（現セルビア共和国）に生まれた。音楽ユニット・エネルギヤ（Енергија / Energija）のヴォーカルを経て、2006年にはグランド・プロダクションと契約してソロ・デビューを果たした。2004年にモンテネグロのヘルツェグ・ノヴィで開催されたスンチャネ・スカレ音楽祭で4位に入賞した。

## アルバム

### Mojne mala（2006年）
1. Mojne mala
2. Čujem da
3. Da li si to ti
4. Slobodno
5. Ti mene lažeš
6. Paučina (Feat. Dejan Milosavljević)
7. Dobro da dobro sam
8. Mrlja od karmina
9. Samo mi javite
10. Ti Phelis

### Šta će meni ime（2007年）
1. Odjednom
2. Interfon
3. Šta će meni ime
4. Da te nema
5. Sigurno
6. Jednom nedeljno
7. Hela hela
8. Nisi ti
9. Rezervno rešenje
10. Svejedno

## 私生活
水球選手のニコラ・ラジェン（Nikola Rađen）と結婚し、娘を出産した。
公式サイトによると、身長は163センチメートル、体重58キログラム、好きなスポーツは水球としている。